# Сандъски Ривър
Сандъски Ривър (на езика на индианското племе шоуни Potakihiipi ) е приток в езерото Ери в северната централна част на Охайо в САЩ. Тя е около 133 mi (214 km) дълга, и се влива в езерото Ери в залива Сандъски.
Река Сандъски, като река Мауми на запад, е дом за популациите бял костур, който плуват срещу течението, за да хвърли хайвера си през пролетта, особено през март и април. Популацията на белия костур не е толкова голяма, като тази на връщането от река Мауми. Рибата може да плува далеч нагоре по течението, за да намери по-благоприятно място за хвърляне на хайвера. Язовира Бейлвил по поречието на река Сандъски във Фримонт, щата Охайо блокира миграцията на костур и други риби до горното течение на рекатасе. Премахването му ще позволи на костура и другата риба да получите достъп до по-благоприятен район за хвърляне на хайвера нагоре по течението, което ще повиши популацията на риба в Охайо. Язовира Бейлвил не подпомага това и в град Фримонт мислят за събарянето или ремонта му, но все още няма официално решение за това.
Името на реката идва от дума на езика на племето виандот саандъсти, в смисъл „вода (воден басейн)“ или от андъсти, което означава „студена вода“.

## Курс
Сандъски Ривър започва от сливането на Парамаунт Крийк и Алан Рън в община Лийсвил в окръг Кроуфорд, западно от Кристлайн, и първо, тече на запад, минавайки през град Бюсайръс. В окръг Виандот реката завива на север и преминава през окръзите Сенека и Сандъски и след като премине през градовете в горната и част, Тифин и Фримонт, се влива в залива Сандъски.
През 1970 г. реката между горната част на Сандъски и Фримонт е обявена за Щатска живописна река от правителството на щата Охайо.

## Литъл Сандъски Ривър
Литъл Сандъски Ривър е малък приток на Сандъски. Тя тече 14,0 mi (22,5 km) на север от северната част на окръг Марион и се влива в Сандъски в южната част на окръгВиандот.

## Имена
Според Информационната система за географските имена на САЩ, река Сандъски също е известна като:
- Потаке Сепе
- Ривиер Блан
- Ривиер Сандъски
- Сан-ду-сти Ривър[5]